# Quetzalcoatlite
La quetzalcoatlite è un minerale.